# Staroněmci
Staroněmci, též staroliberálové (německy Altdeutschen, častěji Altliberalen), byl liberálně a umírněně nacionalisticky orientovaný politický proud mezi německou populací Rakouska-Uherska, včetně českých zemí. Patřil do širšího ústavověrného tábora (tzv. Deutsche Verfassungspartei).

## Historie
Na počátku 60. let 19. století se v souvislosti s obnovou ústavního systému vlády zformoval v německorakouské společnosti silný liberální politický proud, který navazoval na myšlenky revolučního roku 1848. V státoprávních debatách se profiloval jako obhájce liberálního ústavního systému, sekularismu, volného trhu a centralizovaného státu. Odmítal vliv katolické církve na školství a rodinné právo a nesouhlasil s federalistickými snahami neněmeckých etnik monarchie.
Tato tzv. Ústavní strana nebyla moderní stranou s pevným členstvím a programem. Šlo spíše o široký a volně definovaný světonázorový proud, v jehož rámci se vydělovalo několik odnoží. Strana ústavověrného velkostatku sdružovala velkostatkáře, nejpozději počátkem 70. let se vydělil rovněž mladoněmecký (mladoliberální) proud, který akcentoval kromě tradičních liberálních myšlenek i německé národovectví. Mladoliberálové se na sjezdu v roce 1873 pokusili o modifikaci programových postulátů větším akcentem na národní německou myšlenku, což ale staroliberálové odmítali.
Staroněmci se identifikovali s německou kulturou a jazykem, ale jejich národovectví bylo umírněné. V roce 1878 se předák Čechů (staročechů) František Ladislav Rieger pokusil o zásadní politický kompromis se staroněmci. Pro špatné osobní vztahy sice jeho partnerem na německé straně nemohl být staroněmecký předák Eduard Herbst, ale jednání vedl Adolf Fischhof, liberální politik z alpských zemí. Výsledkem bylo takzvané Emmersdorfské memorandum, které nastínilo možnou vládní spolupráci umírněných německorakouských a českých liberálů při splnění některých českých autonomistických požadavků. Zamýšlená koalice nakonec nebyla realizována.
Vzhledem k existenci vícero ústavověrných proudů netvořili ústavověrní jeden poslanecký klub na Říšské radě. Ve volbách do Říšské rady roku 1873 získali ústavověrní v širokém vymezení 218 z celkových 353 parlamentních mandátů. Z toho staroněmci získali 88 mandátů. Na Říšské radě pak fungoval samostatný mladoliberální Pokrokový klub (Fortschrittsklub) a Klub levého středu (Strana ústavověrného velkostatku). Staroliberální Klub levice (Klub der Linken) byl nejpočetnější. Předsedal mu Eduard Herbst.
I po volbách do Říšské rady roku 1879 se ustavil v parlamentu mladoněmecký Klub sjednocené Pokrokové strany (Club der vereinigten Fortschrittspartei) s 54 členy a staroněmecký Klub levice, ke kterému se hlásilo 94 poslanců.
Teprve v listopadu 1881 se staroněmci i mladoněmci spojili do Klubu sjednocené levice, ke kterému se přihlásilo během několika týdnů více než 130 poslanců.
Rozdíly mezi staroněmci a mladoněmci se ještě periodicky objevovaly během 80. let, kdy se Klub sjednocené levice dočasně rozpadl opět na dvě parlamentní frakce, celkově ale staroliberální platforma ztrácela vliv s tím, jak se díky postupnému rozšiřování volebního práva obohacovalo německorakouské politické spektrum o další politické strany. Vláda Eduarda Taaffeho navíc během svého dlouhého působení praktikovala ekonomickou politiku, která trvale ustupovala od původních liberálních koncepcí volné hospodářské soutěže.
Jako organizačně samostatný politický proud vystoupili němečtí staroliberálové ještě po volbách do Říšské rady roku 1897, kdy v parlamentu vznikl samostatný poslanecký klub Freie Deutsche Vereinigung s 15 členy, nazývaný též Mauthnerova skupina (předsedou klubu byl Max Mauthner). Freie Deutsche Vereinigung sdružovalo staroliberální politiky.